# Johann Rudolf Sutermeister
Johann Rudolf Sutermeister (* 2. November 1819 in Zofingen; † 29. April 1892; Heimatort: Zofingen) war ein Schweizer Künstler.

## Leben
Sutermeister war ein Sohn von Susanna Katharina Bossard (1790–1843) und des Spenglers Heinrich Philipp Sutermeister (1784–1861). Er heiratete 1849 Verena Zahn (1822–1871) und 1877 Susanna Fischer (1842–1922).
Sutermeister ist als Maler, Kupferstecher und Glaser bekannt. Er stellte unter anderem an der Schweizerischen Turnusausstellung vom 16. Juli bis 15. August 1840 in Bern aus.

## Nachschlagewerke
- Sutermeister, Johann Rudolf. In: Benezit Dictionary of Artists. Volume 13, Sommer–Valverane. Paris: Éditions Gründ, 2006, S. 547. doi:10.1093/benz/9780199773787.article.B00178098
- Sutermeister, Joh. Rudolf. In: Hans Vollmer (Hrsg.): Allgemeines Lexikon der Bildenden Künstler von der Antike bis zur Gegenwart. Begründet von Ulrich Thieme und Felix Becker. Band 32: Stephens–Theodotos. E. A. Seemann, Leipzig 1938, S. 319 (biblos.pk.edu.pl).
- E. Reinhart: Sutermeister, Johann Rudolf. In: Carl Brun (Hrsg.): Schweizerisches Künstler-Lexikon. Band 3: S–Z. Huber & Co., Frauenfeld 1913, S. 292 (Textarchiv – Internet Archive).